# Ян Мурза Тарак Бучацький
Ян Мурза Тарак Бучацький (1830 — 13 вересня 1857) — польський татарин із Підляшшя, ймовірний автор першого перекладу Корану польською мовою.
Протягом багатьох років він вважався автентичним автором першого перекладу Корану на польську мову. Однак нещодавні дослідження З. Я. Вуйцика довели, що в основу цього перекладу було покладено філоматський переклад Корану, призначений для польських татар і зроблений призначений для польських татар і зроблений у 1820-1830-х роках преподобними Діонісом Хлевінським та Ігнатієм Домейком. Остаточну версію цього перекладу підготував Йоахим Лелевель. Версія, яка з'явилася 1848 року в Познані, але була конфіскована цензурою, пізніше була використана Бучацьким.
Похований на Кавказькому мусульманському кладовищі у Варшаві.